# Diaea terrena
Diaea terrena là một loài nhện trong họ Thomisidae.
Loài này thuộc chi Diaea. Diaea terrena được miêu tả năm 1935 bởi Dyal.